# Alfredo Aracil
Alfredo Aracil   (Madrid, 1954) és un compositor espanyol, doctor en Història de l'Art i gestor cultural. Premi Nacional de Música el 2015.

## Trajectòria
Aracil va realitzar estudis de música a Espanya amb Luis de Pablo, Cristóbal Halffter, Tomàs Marco, Carmelo Bernaola, Arturo Tamayo, i a Alemanya, els Cursos d'Estiu de Darmstadt, amb Mauricio Kagel, Iannis Xenakis, Karlheinz Stockhausen i Christian Wolf. Posseeix el títol de Doctor en Història de l'Art.
A l'àmbit de la gestió cultural ha realitzat diferents funcions a Ràdio Nacional d'Espanya, on va ser cap del Departament de Produccions Musicals. Ha estat director i coordinador de diferents activitats, com les organitzades per al Festival de Tardor de Madrid, el Museu del Prado, la direcció del Festival Internacional de Música i Dansa de Granada, o la presidència de la secció Espanyola de la ISCM (International Society for Contemporary Music).
Com a compositor posseeix un catàleg d'uns setanta obres que inclouen tant música instrumental com vocal, així com obres inscrites en el context dramàtic. En aquest darrer àmbit, ha compost dues òperes, Siempre/Todavía: òpera sense veus, amb textos i imatges d'Alberto Corazón i Francesca o El infierno de los enamorados, amb llibret de Luis Martínez de Merlo, i dos monodrames, ambdós a partir de textos de Sanchís Sinesterra, titulats Prósper (1994) i Julieta en la cripta (2009). El 2015, el Ministeri d'Educació Cultura i Esport li va concedir el Premi Nacional de Música en la modalitat de composició.

## Obra (Selecció)
- Nocturno (1974), guitarra, viola i 2 percusionistes
- Tientos (1976), flauta, clarinet, violí, violoncel i piano
- Mosaico (1979), celesta i 5 percusionistes
- Punta altiva (El sueño de Icaro) (1983), 5 recitadors, cantaor, cor femení i petita orquestra
- Narciso abatido (1985), flauta i viola
- Cántico (1987), cor i conjunt de corda
- Giardino-Notte (1994), orquestra
- Paisaje invisible (1999), orquestra
- Lauda (2005), piano
- Epitafio de Prometeo (2006), orquestra amb piano concertant
- Tres piezas breves (2008), piano
- 'Nubes (2010), piano amb flauta, clarinet, violí, violoncel i percussió
- Sonatas (2013), orquestra
- Præludium (2015), violonlo
- Paisaje con espejos (2016), flauta, clarinet, violín, viola, violoncel i piano